# Raïon d'Olioutorsk
Le raïon d'Olioutorsk (en russe : Олюторский район, Olioutorski raïon) est une subdivision administrative du kraï du Kamtchatka, en Russie. Son centre administratif est le village de Tilitchki (en).

## Géographie
La raïon se trouve dans le nord-est du Kamtchatka. Il couvre une superficie de 72 352 km2. Il est limité au nord-est par le district autonome de Tchoukotka, à l'est et au sud par la mer de Bering, au sud-ouest par le raïon Karaguinski, et à l'ouest et au nord-ouest par le raïon de Penjina.
Olioutorka, village peuplé d'Alioutors.

## Politique et administration

### Statut
Le raïon est un des onze raïons du kraï du Kamtchatka, dans le district fédéral extrême-oriental, ainsi que l'un des quatre raïons de l'okroug koriak. Il est un raïon municipal, et comporte ainsi plusieurs municipalités à l'intérieur de lui.

### Tendances politiques
| Scrutin             | 1er tour | 1er tour | 1er tour | 1er tour | 1er tour | 1er tour | 1er tour | 1er tour | 1er tour | 1er tour | 1er tour | 1er tour | 2d tour                  | 2d tour                  | 2d tour                  | 2d tour                  | 2d tour                  | 2d tour                  | 2d tour                  | 2d tour                  | 2d tour                  | 2d tour                  |
| Scrutin             | 1er      | 1er      | %        | 2e       | 2e       | %        | 3e       | 3e       | %        | 4e       | 4e       | %        | 1er                      | 1er                      | %                        | 2e                       | 2e                       | %                        | 3e                       | %                        | 4e                       | %                        |
| ------------------- | -------- | -------- | -------- | -------- | -------- | -------- | -------- | -------- | -------- | -------- | -------- | -------- | ------------------------ | ------------------------ | ------------------------ | ------------------------ | ------------------------ | ------------------------ | ------------------------ | ------------------------ | ------------------------ | ------------------------ |
| Présidentielle 2012 |          | ER       | 76,77    |          | KPRF     | 9,03     |          | LDPR     | 6,57     |          | SE       | 4,65     | Victoire au premier tour | Victoire au premier tour | Victoire au premier tour | Victoire au premier tour | Victoire au premier tour | Victoire au premier tour | Victoire au premier tour | Victoire au premier tour | Victoire au premier tour | Victoire au premier tour |
| Présidentielle 2018 |          | ER       | 81,7     |          | LDPR     | 8,95     |          | KPRF     | 6,68     |          | GRANI    | 0,60     | Victoire au premier tour | Victoire au premier tour | Victoire au premier tour | Victoire au premier tour | Victoire au premier tour | Victoire au premier tour | Victoire au premier tour | Victoire au premier tour | Victoire au premier tour | Victoire au premier tour |

## Histoire
En 1714, les Russes bâtirent un ostrog ou village fortifié d'Olioutorsk afin de contrôler la côte et la route reliant la Kamtchatka à l'important ostrog d'Anadyrsk situé plus au nord. Olioutorsk fut assiégé par les Youkaguirs et les Koriaks. Il perdit son importance après l'ouverture de la route maritime de la mer d'Okhotsk. Le raïon d'Olioutorsk fut créé dans le cadre de l'okroug autonome koriak de la république socialiste fédérative soviétique de Russie.
| Liste des localités | Liste des localités | Liste des localités | Liste des localités | Liste des localités | Liste des localités |
| N°                  | Localité            | Statut              | Fondation           | Population 2010     | Population 2021     |
| ------------------- | ------------------- | ------------------- | ------------------- | ------------------- | ------------------- |
| 1                   | Apouka              | village             | 4 septembre 1957    | 297                 | 241                 |
| 2                   | Atchaïvaïam         | village             | 9 avril 1957        | 540                 | 344                 |
| 3                   | Vyvenka             | village             | 1936                | 472                 | 318                 |
| 4                   | Korf                | village             | 9 avril 1957        | 289                 | 18                  |
| 5                   | Pakhatchi           | village             | 9 avril 1957        | 483                 | 289                 |
| 6                   | Srednié Pakatchi    | village             | 7 février 1975      | 407                 | 286                 |
| 7                   | Tilitchiki          | village             | 1912                | 1744                | 1700                |
| 8                   | Khailino            | village             | 1898                | 804                 | 504                 |

## Population
La population du raïon s'élevait à 4 547 habitants en 2013, dont 34 pour cent étaient regroupés dans le village de Tilitchki.